# Cratere Oma
Oma  è un cratere sulla superficie di Venere.